# Cacostola clorinda
Cacostola clorinda là một loài bọ cánh cứng trong họ Cerambycidae.